# Rocca Busambra e Rocche di Rao
Rocca Busambra e Rocche di Rao este o arie protejată (arie specială de conservare — SAC, sit de importanță comunitară — SCI) din Italia întinsă pe o suprafață de 6.243 ha, integral pe uscat.

## Localizare
Centrul sitului Rocca Busambra e Rocche di Rao este situat la coordonatele 37°51′12″N 13°21′33″E / 37.853333°N 13.359167°E.

## Înființare
Situl Rocca Busambra e Rocche di Rao a fost declarat sit de importanță comunitară în septembrie 1995 pentru a proteja 5 specii de plante și 24 de specii de animale. Situl a fost protejat și ca arie specială de conservare în decembrie 2015.

## Biodiversitate
Situată în ecoregiunea mediteraneană, aria protejată conține 11 habitate naturale: Tufărișuri termo-mediteraneene și de pre-deșert, Galerii de Salix alba și de Populus alba, Pante stâncoase calcaroase cu vegetație casmofită, Păduri pe pante, grohotișuri și ravene de Tilio-Acerion, Lacuri eutrofice naturale cu vegetație de tip Magnopotamion sau Hydrocharition, Păduri de Ilex aquifolium, Păduri de Quercus ilex și Quercus rotundifolia, Păduri de stejar alb estice, Fânețe de joasă altitudine (Alopecurus pratensis, Sanguisorba officinalis), Liziere de ierburi înalte hidrofile de câmpie și de nivel montan până la alpin, Pseudostepă cu ierburi și specii anuale de Thero-Brachypodietea.
La baza desemnării sitului se află mai multe specii protejate:
- plante (5): Dianthus rupicola, Leontodon siculus, Ophrys lunulata, Stipa austroitalica, Tripolium sorrentinoi
- păsări (24): ciocârlie-de-câmp (Alauda arvensis), Alectoris graeca whitakeri, fâsă-de-câmp (Anthus campestris), acvilă de munte (Aquila chrysaetos), Aquila fasciata, ciocârlie-cu-degete-scurte (Calandrella brachydactyla), erete vânăt (Circus cyaneus), erete alb (Circus macrourus), erete cenușiu (Circus pygargus), dumbrăveancă (Coracias garrulus), prepeliță (Coturnix coturnix), Falco biarmicus, Falco naumanni, șoim călător (Falco peregrinus), sfrânciocul cu frunte neagră (Lanius minor), sfrâncioc cu cap roșu (Lanius senator), ciocârlie de pădure (Lullula arborea), ciocârlie de bărăgan (Melanocorypha calandra), gaia neagră (Milvus migrans), gaia roșie (Milvus milvus), vultur egiptean (Neophron percnopterus), pietrar mediteranean (Oenanthe hispanica), Pyrrhocorax pyrrhocorax, turturică (Streptopelia turtur)

Pe lângă speciile protejate, pe teritoriul sitului au mai fost identificate 178 de specii de plante, 2 specii de mamifere, 16 specii de nevertebrate, 4 specii de reptile.